# Андре Луїш Марселіно Консейсан
Андре Луїш Марселіно Консейсан (порт.-браз. André Luiz Marcelino Conceiçao, нар. 16 листопада 1977, Пірасікаба, штат Сан-Паулу, Бразилія) — бразильський футболіст, півзахисник.

## Життєпис
Андре Консейсан народився 16 листопада 1977 року в місті Пірасікаба, штат Сан-Паулу. Футбольну кар'єру розпочав у клубі «Ріу-Клару». У 1998 році повернувся до рідного міста, де підписав контракт з місцевим «XV листопада», кольори якого захищав до 1999 року. В 1999 році вперше виїхав за кордон, до Іспанії, де підписав контракт з нижчоліговою «Компостелою». У футболці іспанського клубу зіграв 23 матчі та відзначився 1 голом. Потім повернувся на батьківщину, де захищав кольори «Сан-Жозе» та «Уніау Барбаренсе». У 2005 році переїхав до України, де підписав контракт з вищоліговим харківським «Металістом». У футболці харків'ян дебютував 1 березня 2005 року в програному (1:2) виїзному поєдинку 16-го туру проти одеського «Чорноморця». Андре вийшов на поле в стартовому складі та відіграв увесь матч. Єдиним голом у складі «Металіста» відзначився 24 квітня 2005 року на 27-ій хвилині нічийного (1:1) домащнього поєдинку 23-го туру вищої ліги чемпіонату України проти сімферопольської «Таврії». Консейсан вийшов у стартовому складі та відіграв увесь матч, на 10-ій хвилині отримавши жовту картку. Протягом свого перебування в харківській команді у вищій лізі зіграв 14 матчів та відзначився 1 голом.
У 2005 році повернувся на батьківщину, до клубу «Уніау Барбаренсе». А вже незабаром опинився в складі «Атлетіко Паранаенсі» з Серії A. Наступного сезону захищав кольори «Гуарані» (Кампінас). У 2007 році виступав у «Пайсанду» (Белен) та «Калденсе». Того ж року виїхав до сусіднього Парагваю, де захищав кольори клубу «Гуарані» (А). З 2008 по 2014 роки виступав у клубах «Пайсанду» (Белен), «Жатаєнсе», «Сейландія», «Резенді» та «Ітапіренсе». У 2014 році завершив кар'єру футболіста.